# Base ortonormal
Em álgebra linear, uma base {\displaystyle \gamma } composta pelos vetores {\displaystyle {\vec {u_{1}}},{\vec {u_{2}}},{\vec {u_{3}}},...} de um espaço vetorial {\displaystyle V} é ortonormal se, além de ser uma base ortogonal, seus vetores forem unitários. Ser ortogonal significa que o produto interno entre pares de vetores distintos dessa base são igual a zero, ou seja, 
| {\displaystyle {\vec {u_{i}}}\cdot {\vec {u_{j}}}=0} |  | {\displaystyle \forall i\neq j}. |
Ademais, estar normalizado significa que os vetores da base são todos unitários, ou seja,
{\displaystyle |{\vec {u_{i}}}|=1} para {\displaystyle i=1,2,3,...}.
Essas duas definições podem ser condensadas assim:
{\displaystyle {\vec {u_{i}}}\cdot {\vec {v_{j}}}=\delta _{ij}}, onde {\displaystyle \delta _{ij}=\left\{{\begin{array}{ll}0&i\neq j\\1&i=j\end{array}}\right.\quad }

## Normalização
Para transformar uma base ortogonal {\displaystyle \gamma } qualquer em ortonormal, basta fazer com que o conjunto de seus vetores tenham módulo igual a 1. Se a base é composta por {\displaystyle {\vec {u_{1}}},{\vec {u_{2}}},{\vec {u_{3}}},...}, pode-se realizar isso por meio da divisão de cada vetor pelo seu respectivo módulo, um processo nomeado normalização. Em outras palavras:
{\displaystyle {{\hat {u}}_{i}}={\frac {{\vec {u}}_{i}}{|{\vec {u}}_{i}|}}} para {\displaystyle i=1,2,3,...}
em que {\displaystyle {\hat {u}}} indica que este é um vetor unitário. A nova base {\displaystyle \beta } composta por {\displaystyle {\hat {u_{1}}},{\hat {u_{2}}},{\hat {u_{3}}},...} será então uma base ortonormal.

### Exemplo 1
Dada a base ortogonal {\displaystyle \alpha } composta pelos vetores {\displaystyle ({\sqrt {7}},0,0),(0,1,0)} e {\displaystyle (0,0,-13)}, determine uma base ortonormal que gere o mesmo espaço vetorial.
Ao realizar o produto interno entre pares de vetores distintos, verifica-se que a base é de fato ortogonal. Para torná-la ortonormal, deve-se dividir cada vetor pelo seu módulo:
{\displaystyle {\hat {v}}_{1}={\frac {1}{\sqrt {({\sqrt {7}})^{2}}}}({\sqrt {7}},0,0)=(1,0,0)}
{\displaystyle {\hat {v}}_{2}={\frac {1}{\sqrt {1^{2}}}}(0,1,0)=(0,1,0)}
{\displaystyle {\hat {v}}_{3}={\frac {1}{\sqrt {(-13)^{2}}}}(0,0,-13)=(0,0,1)}
Os vetores {\displaystyle (1,0,0),(0,1,0)} e {\displaystyle (0,0,1)} formam, então, uma base ortonormal. Essa é a base canônica em {\displaystyle \mathbb {R} ^{3}}.

### Exemplo 2
Dado o conjunto formado pelos vetores {\displaystyle (0,0,0,1,0,1)} e {\displaystyle (-1,1,1,2,0,-2)}, encontre uma base ortonormal que gere o mesmo espaço.
Realizando o produto interno entre os dois vetores, verifica-se a ortogonalidade entre eles. Agora, é necessário torná-los unitários:
{\displaystyle {\hat {u}}_{1}={\frac {1}{\sqrt {1^{2}+1^{2}}}}(0,0,0,1,0,1)={\frac {1}{\sqrt {2}}}(0,0,0,1,0,1)}
{\displaystyle {\hat {u}}_{2}={\frac {1}{\sqrt {(-1)^{2}+1^{2}+1^{2}+2^{2}+(-2)^{2}}}}(-1,1,1,2,0,-2)={\frac {1}{\sqrt {11}}}(-1,1,1,2,0,-2)}
Logo, {\displaystyle {\frac {1}{\sqrt {2}}}(0,0,0,1,0,1)} e {\displaystyle {\frac {1}{\sqrt {11}}}(-1,1,1,2,0,-2)} compõem uma base ortonormal.